# Тарасов, Иван Васильевич (генерал-майор)
Иван Васильевич Тарасов — советский государственный и политический деятель, генерал-майор.

## Биография
Родился в 1928 году в селе Зайцево. Член КПСС.
С 1952 года — на хозяйственной, общественной и политической работе. В 1952—1991 гг. — младший следователь, следователь, оперуполномоченный, старший оперуполномоченный, начальник отделения, начальник отдела УМГБ — УКГБ Украинской ССР по Донецкой области, заместитель начальника УКГБ при СМ Украинской ССР по Одесской области, начальник УКГБ Украинской ССР по Тернопольской области, начальник УКГБ Украинской ССР по Ворошиловградской области, начальник УКГБ Украинской ССР по Донецкой области.
Делегат XXVII съезда КПСС и XIX партконференции.
Жил в Киеве.